# Рада Індій

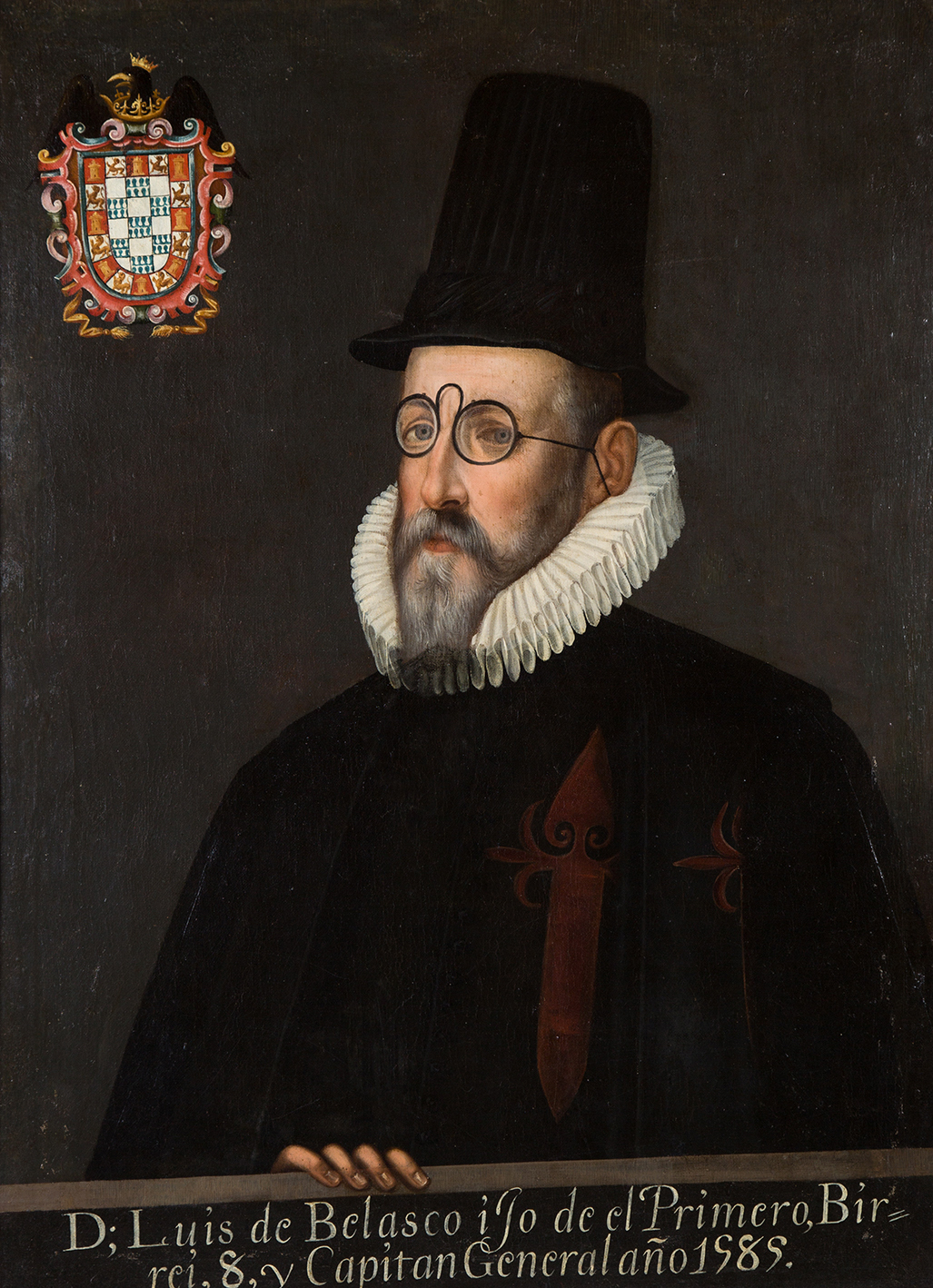
Луїс де Веласко-і-Кастілья (голова Ради у 1611—1617 роках)

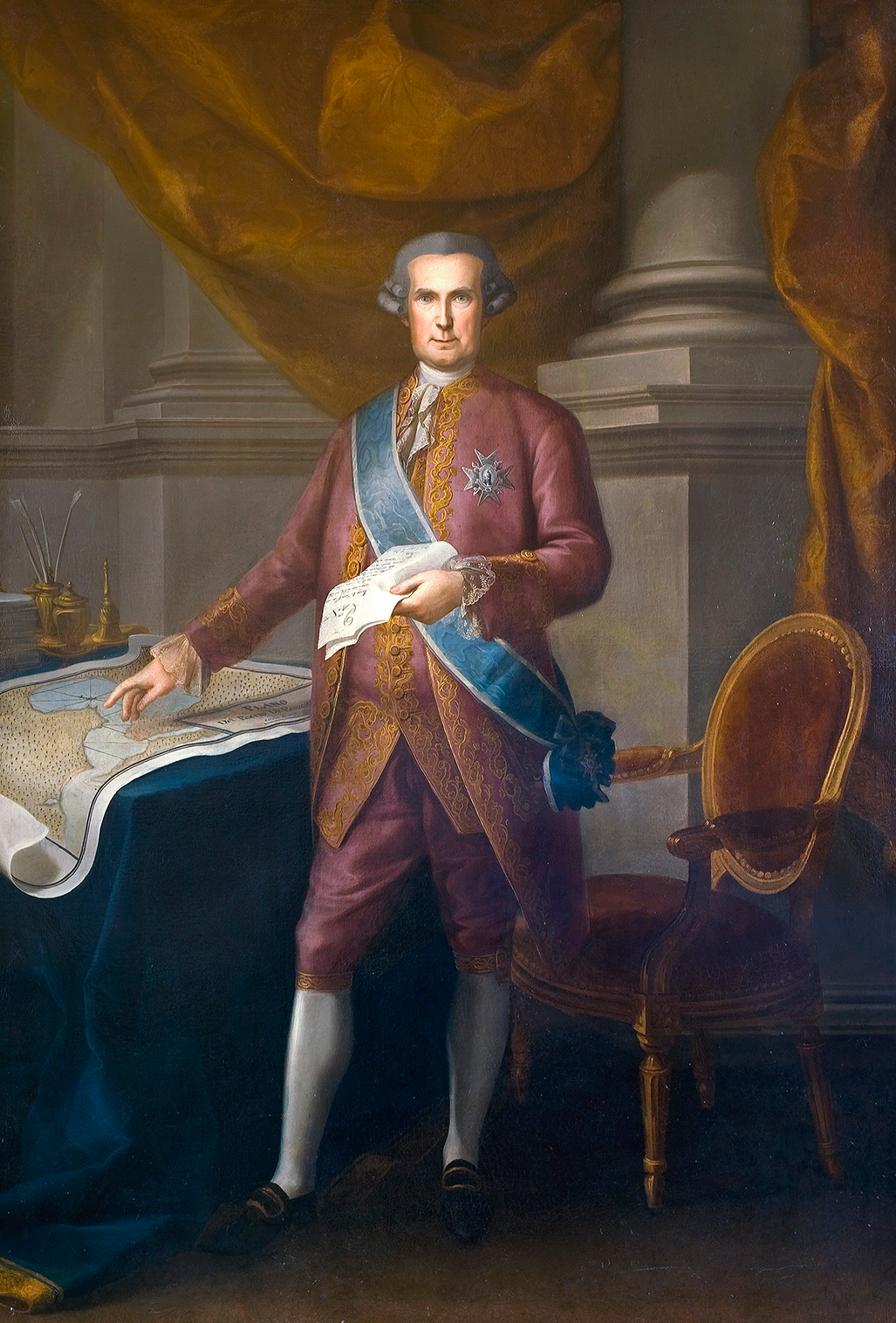
Хосе Гальвес (голова Ради у 1775—1787 роках)

Королівська і верховна рада Індій (ісп. Real y Supremo Consejo de Indias) — іспанський державний заклад, який існував у XVI—XIX століттях. Мала виконавчу, законодавчу й судову владу в американських і філіппінських колоніях.

## Історія та функції
Із розширенням іспанських володінь виникла потреба в новому органі, що був створений за зразком Ради Кастилії. На початку XVI століття був утворений комітет Індій (ісп. Junta de Indias), якому передали повноваження у справі колоній, які частково належали до цього до повноважень севільської Каса-де-Контратасьйон. 1524 року комітет перейменовано на Раду Індій.
У XVII столітті Рада сягнула свого розквіту, а 1680 року ухвалено кодекс законів про Індії, що регулював усі царини життя колоній. У той період Рада планувала та пропонувала королю варіанти розвитку торгівлі й відносин з корінними народами, створювала нові віцекоролівства й губернії, висувала кандидатів на посади колоніальних адміністраторів, регулювала потік пасажирів, які прямували до Америки, затверджувала відправку до колоній книжок, розробляла стратегії військових дій тощо. Окрім того, Рада була найвищою судовою інстанцією.
У XVIII столітті повноваження Ради почали скорочуватись. 1714 року було утворено секретаріат з морських та індійських справ, 1764 — секретаріат з управління Індіями. У XIX столітті Раду було ліквідовано Кадіськими кортесами (1809). Однак, 1810 року Раду було відновлено Фернандо VII й остаточно ліквідовано 1834 після розпаду колоніальної імперії.
Головним спадком діяльності Ради є Головний Архів Індій — найважливіше зібрання матеріалів з історії Латинської Америки.